# Charles-Georges Le Roy
Charles-Georges Le Roy o Leroy (22  de julio de 1723, París – 11 de noviembre de 1789, París) fue un   intelectual francés  del Siglo de las Luces y  autor de uno de los primeros libros sobre comportamiento humano.
Fue teniente  de la Caza Real en Versalles y Marly. Este puesto lo obtuvo al suceder a su padre. Fue amigo de los enciclopedistas Diderot, d'Alembert y d'Holbach, que atendían el salón  de este último.
Aparecieron textos en la Encyclopédie, firmados por él, sobre la caza, su oficio de guarda forestal, agricultura y filosofía. Publicó también  textos sobre el comportamiento de los animales en la Encyclopédie méthodique bajo el seudónimo "el médico de Núremberg".[cita requerida]
Fue autor de varias obras, entre ellas Lettres sur les animaux (primera edición en 1768), donde toma posición contra la teoría de los animales como simples máquinas. Escribió también una defensa de la obra de Helvétius De l'Esprit contra Voltaire y otras críticas. Le Roy es el autor de borradores biográficos poco lisonjeros sobre Madame de Pompadour y sobre Louis XV que se publicaron en 1802, once años después de su muerte.
Fue un pionero defensor de la herencia de los caracteres adquiridos.

## Obras
- Charles Georges Leroy (1768). Lettres philosophiques sur l'intelligence et la perfectibilté des animaux, avec quelques lettres sur l'homme, The Alden Press, Oxford 1994. (ISBN 0729404722)
- Charles Georges Leroy (2006). L'intelligence des animaux, Ibis Press. (ISBN 2910728544)